# Lamin Samateh
Lamin Basmen Samateh (Kiang Keneba, 26 giugno 1992) è un calciatore gambiano, centrocampista dell'Amanat Baghdad.

## Carriera

### Club
Ha giocato nella massima serie dei campionati croato, finlandese, slovacco e tunisino.

### Nazionale
Tra il 2011 e il 2013 ha giocato sei partite con la nazionale gambiana.

## Statistiche

### Presenze e reti nei club
Statistiche aggiornate al 24 settembre 2020.
| Stagione                   | Squadra                    | Campionato                 | Campionato | Campionato | Coppe nazionali | Coppe nazionali | Coppe nazionali | Coppe continentali | Coppe continentali | Coppe continentali | Altre coppe | Altre coppe | Altre coppe | Totale | Totale |
| Stagione                   | Squadra                    | Comp                       | Pres       | Reti       | Comp            | Pres            | Reti            | Comp               | Pres               | Reti               | Comp        | Pres        | Reti        | Pres   | Reti   |
| -------------------------- | -------------------------- | -------------------------- | ---------- | ---------- | --------------- | --------------- | --------------- | ------------------ | ------------------ | ------------------ | ----------- | ----------- | ----------- | ------ | ------ |
| gen.-giu. 2011             | Lokomotiva Zagabria        | 1.HNL                      | 7          | 1          | CC              | -               | -               |                    | -                  | -                  |             | -           | -           | 7      | 1      |
| 2011-2012                  | Lokomotiva Zagabria        | 1.HNL                      | 14         | 0          | CC              | 0               | 0               |                    | -                  | -                  |             | -           | -           | 14     | 0      |
| 2012-2013                  | Lokomotiva Zagabria        | 1.HNL                      | 17         | 0          | CC              | 4               | 0               |                    | -                  | -                  |             | -           | -           | 21     | 0      |
| 2013-feb. 2014             | Lokomotiva Zagabria        | 1.HNL                      | 4          | 0          | CC              | 0               | 0               |                    | -                  | -                  |             | -           | -           | 4      | 0      |
| Totale Lokomotiva Zagabria | Totale Lokomotiva Zagabria | Totale Lokomotiva Zagabria | 42         | 1          |                 | 4               | 0               |                    |                    |                    |             |             |             | 46     | 1      |
| 2014                       | KuPS                       | VL                         | 2          | 0          | CF              | 1               | 0               |                    | -                  | -                  |             | -           | -           | 3      | 0      |
| 2015-gen. 2016             | ViOn Z.M.                  | SL                         | 3          | 0          | CS              | 0               | 0               |                    | -                  | -                  |             | -           | -           | 3      | 0      |
| gen.-giu. 2018             | Médenine                   | CLP-1                      | 12         | 0          |                 | -               | -               |                    | -                  | -                  |             | -           | -           | 12     | 0      |
| Totale carriera            | Totale carriera            | Totale carriera            | 59         | 1          |                 | 5               | 0               |                    | -                  | -                  |             | -           | -           | 64     | 1      |

### Cronologia presenze e reti in nazionale
| Cronologia completa delle presenze e delle reti in nazionale ― Gambia | Cronologia completa delle presenze e delle reti in nazionale ― Gambia | Cronologia completa delle presenze e delle reti in nazionale ― Gambia | Cronologia completa delle presenze e delle reti in nazionale ― Gambia | Cronologia completa delle presenze e delle reti in nazionale ― Gambia | Cronologia completa delle presenze e delle reti in nazionale ― Gambia | Cronologia completa delle presenze e delle reti in nazionale ― Gambia | Cronologia completa delle presenze e delle reti in nazionale ― Gambia |
| Data                                                                  | Città                                                                 | In casa                                                               | Risultato                                                             | Ospiti                                                                | Competizione                                                          | Reti                                                                  | Note                                                                  |
| --------------------------------------------------------------------- | --------------------------------------------------------------------- | --------------------------------------------------------------------- | --------------------------------------------------------------------- | --------------------------------------------------------------------- | --------------------------------------------------------------------- | --------------------------------------------------------------------- | --------------------------------------------------------------------- |
| 7-6-2011                                                              | Moanda                                                                | Gabon                                                                 | 0 – 1                                                                 | Gambia                                                                | Amichevole                                                            | -                                                                     |                                                                       |
| 2-6-2012                                                              | Bakau                                                                 | Gambia                                                                | 1 – 1                                                                 | Marocco                                                               | Qual. Mondiali 2014                                                   | -                                                                     | 70’                                                                   |
| 10-6-2012                                                             | Dar es Salaam                                                         | Tanzania                                                              | 2 – 1                                                                 | Gambia                                                                | Qual. Mondiali 2014                                                   | -                                                                     | 63’                                                                   |
| 20-1-2013                                                             | Niamey                                                                | Niger                                                                 | 1 – 3                                                                 | Gambia                                                                | Amichevole                                                            | -                                                                     |                                                                       |
| 23-3-2013                                                             | Abidjan                                                               | Costa d'Avorio                                                        | 3 – 0                                                                 | Gambia                                                                | Qual. Mondiali 2014                                                   | -                                                                     |                                                                       |
| 15-6-2013                                                             | Marrakech                                                             | Marocco                                                               | 2 – 0                                                                 | Gambia                                                                | Qual. Mondiali 2014                                                   | -                                                                     |                                                                       |
| Totale                                                                |                                                                       | Presenze                                                              | 6                                                                     |                                                                       | Reti                                                                  | 0                                                                     |                                                                       |